# Comuna Velîki Dmîtrovîci, Obuhiv
Velîki Dmîtrovîci (în ucraineană Великі Дмитровичі) este o comună în raionul Obuhiv, regiunea Kiev, Ucraina, formată din satele Mali Dmîtrovîci și Velîki Dmîtrovîci (reședința).

## Demografie
Componența lingvistică a comunei Velîki Dmîtrovîci
     Ucraineană (97,03%)
     Rusă (2,11%)
     Alte limbi (0,48%)
Conform recensământului din 2001, majoritatea populației comunei Velîki Dmîtrovîci era vorbitoare de ucraineană (97,03%), existând în minoritate și vorbitori de rusă (2,11%).